# Lluís el Pietós
Lluís el Pietós (llatí: Hludovicus Pius)  (Chasseneuil-du-Poitou, 16 d'abril de 778 - Ingelheim, 20 de juny de 840) Lluís I, o «el Piadós», fill de Carlemany i de Hildegarda de Vintzgau, succeí al seu pare com a rei dels francs i emperador del Sacre Imperi Romanogermànic (814-840). La seva vida és ben coneguda pel relat que en fa l'Astrònom, cronista oficial dels francs, a la Vita Hludovici.
Durant la seva joventut va ser rei d'Aquitània (781-840), i va ser responsable de la defensa de les fronteres meridionals de l'imperi. Va conquerir Barcelona als àrabs el 801, i va refermar l'autoritat franca sobre Pamplona i els bascos el 813.
Durant el seu regnat com a emperador, va incorporar els seus fills adults Lotari, Carles i Lluís al govern. La primera dècada de govern va estar marcada per tragèdies i desprestigis, especialment pel tractament brutal que infligí al seu nebot Bernat d'Itàlia, pel qual Lluís es penedí públicament. En la dècada del 830 l'imperi es veié dividit per la guerra civil entre els seus fills que lluitaven pel poder, especialment després que Lluís intentés incloure al testament el fill de la seva segona muller, Carles. Tot i que Lluís aconseguí restablir l'ordre, quan morí els seus fills reprengueren la guerra civil durant tres anys abans no es van repartir l'imperi amb el Tractat de Verdun.

## Família
|  |                     |  |  |  |  |  |  |  |  |  |  |  |  |  |  |  |
|  | Pipí d'Héristal     |  |  |  |  |  |  |  |  |  |  |  |  |  |  |  |
|  |                     |  |  |  |  |  |  |  |  |  |  |  |  |  |  |  |
|  |                     |  |  |  |  |  |  |  |  |  |  |  |  |  |  |  |
|  | Carles Martell      |  |  |  |  |  |  |  |  |  |  |  |  |  |  |  |
|  |                     |  |  |  |  |  |  |  |  |  |  |  |  |  |  |  |
|  |                     |  |  |  |  |  |  |  |  |  |  |  |  |  |  |  |
|  | Alpaida             |  |  |  |  |  |  |  |  |  |  |  |  |  |  |  |
|  |                     |  |  |  |  |  |  |  |  |  |  |  |  |  |  |  |
|  |                     |  |  |  |  |  |  |  |  |  |  |  |  |  |  |  |
|  | Pipí el Breu        |  |  |  |  |  |  |  |  |  |  |  |  |  |  |  |
|  |                     |  |  |  |  |  |  |  |  |  |  |  |  |  |  |  |
|  |                     |  |  |  |  |  |  |  |  |  |  |  |  |  |  |  |
|  | Rotruda de Trèveris |  |  |  |  |  |  |  |  |  |  |  |  |  |  |  |
|  |                     |  |  |  |  |  |  |  |  |  |  |  |  |  |  |  |
|  |                     |  |  |  |  |  |  |  |  |  |  |  |  |  |  |  |
|  | Carlemany           |  |  |  |  |  |  |  |  |  |  |  |  |  |  |  |
|  |                     |  |  |  |  |  |  |  |  |  |  |  |  |  |  |  |
|  |                     |  |  |  |  |  |  |  |  |  |  |  |  |  |  |  |
|  | Caribert de Laon    |  |  |  |  |  |  |  |  |  |  |  |  |  |  |  |
|  |                     |  |  |  |  |  |  |  |  |  |  |  |  |  |  |  |
|  |                     |  |  |  |  |  |  |  |  |  |  |  |  |  |  |  |
|  | Bertrada de Prüm    |  |  |  |  |  |  |  |  |  |  |  |  |  |  |  |
|  |                     |  |  |  |  |  |  |  |  |  |  |  |  |  |  |  |
|  |                     |  |  |  |  |  |  |  |  |  |  |  |  |  |  |  |
|  | Bertrada de Laon    |  |  |  |  |  |  |  |  |  |  |  |  |  |  |  |
|  |                     |  |  |  |  |  |  |  |  |  |  |  |  |  |  |  |
|  |                     |  |  |  |  |  |  |  |  |  |  |  |  |  |  |  |
|  | Lluís el Pietós     |  |  |  |  |  |  |  |  |  |  |  |  |  |  |  |
|  |                     |  |  |  |  |  |  |  |  |  |  |  |  |  |  |  |
|  |                     |  |  |  |  |  |  |  |  |  |  |  |  |  |  |  |
|  | Gerold de Vinzgouw  |  |  |  |  |  |  |  |  |  |  |  |  |  |  |  |
|  |                     |  |  |  |  |  |  |  |  |  |  |  |  |  |  |  |
|  |                     |  |  |  |  |  |  |  |  |  |  |  |  |  |  |  |
|  | Hildegarda          |  |  |  |  |  |  |  |  |  |  |  |  |  |  |  |
|  |                     |  |  |  |  |  |  |  |  |  |  |  |  |  |  |  |
|  |                     |  |  |  |  |  |  |  |  |  |  |  |  |  |  |  |
|  | Huoching            |  |  |  |  |  |  |  |  |  |  |  |  |  |  |  |
|  |                     |  |  |  |  |  |  |  |  |  |  |  |  |  |  |  |
|  |                     |  |  |  |  |  |  |  |  |  |  |  |  |  |  |  |
|  | Hnabi               |  |  |  |  |  |  |  |  |  |  |  |  |  |  |  |
|  |                     |  |  |  |  |  |  |  |  |  |  |  |  |  |  |  |
|  |                     |  |  |  |  |  |  |  |  |  |  |  |  |  |  |  |
|  | Emma d'Alamània     |  |  |  |  |  |  |  |  |  |  |  |  |  |  |  |
|  |                     |  |  |  |  |  |  |  |  |  |  |  |  |  |  |  |
|  |                     |  |  |  |  |  |  |  |  |  |  |  |  |  |  |  |
|  | Hereswinda          |  |  |  |  |  |  |  |  |  |  |  |  |  |  |  |
|  |                     |  |  |  |  |  |  |  |  |  |  |  |  |  |  |  |
|  |                     |  |  |  |  |  |  |  |  |  |  |  |  |  |  |  |

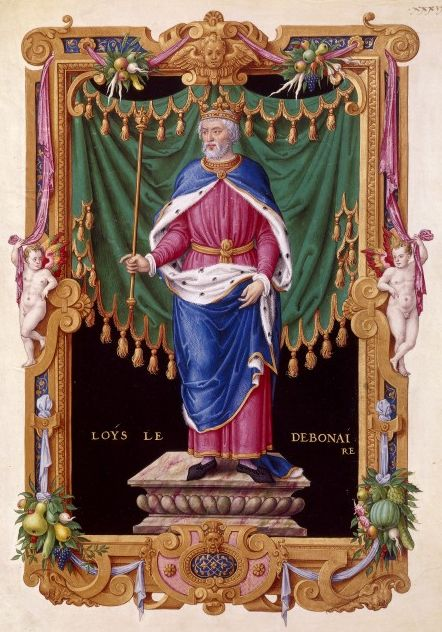
Lluís el Pietós (Biblioteca Nacional de França)

Vers el 794 es va casar amb Ermengarda d'Hesbaye (?-818) i van tenir tres fills i tres filles:
- Lotari (795-855), futur emperador i rei del regne dels francs central.
- Pipí (797-838), futur rei d'Aquitània.
- Adelaida (vers 799-?)
- Rotruda (vers 800-?)
- Hildegarda (o Matilda) (vers 802-?), futura esposa del comte d'Auvergne Gerard.
- Lluís (vers 805-875), futur rei del regne dels francs de l'est.

El 819 Lluís es va tornar a casar, aquesta vegada amb Judit de Baviera i van tenir un fill i una filla: 
- Gisela (vers 821-?)
- Carles (823-877), futur rei del regne dels francs de l'oest.

L'emperadriu i els seus germans aviat constituïren un partit oposat al de Vala de Corbie, el primer ministre, per defensar els seus interessos.

## Rei d'Aquitània
Va néixer el 778 i va ser el quart fill de Carlemany (el tercer amb Hildegarda de Vintzgau). El 781, quan tenia només tres anys, va ser nomenat rei d'Aquitània, un dels regnes de l'Imperi Carolingi, i enviat al país acompanyat per regents i una cort per posar ordre en les rebel·lions que estaven tenint lloc a conseqüència de la derrota dels exèrcits de Carlemany en l'intent de conquesta de Saragossa i a la batalla de Roncesvalles (778). Entre els seus consellers, hi hagué Guillem de Tolosa.
Durant els anys 800-801 va dirigir l'expedició que va conquerir Barcelona als musulmans i després va ser l'encarregat de nomenar els primers comtes de Barcelona des de Berà I fins a Bernat de Septimània. Els anys 804, 808 i 809 va organitzar altres expedicions contra territori musulmà que no van aconseguir cap èxit important.

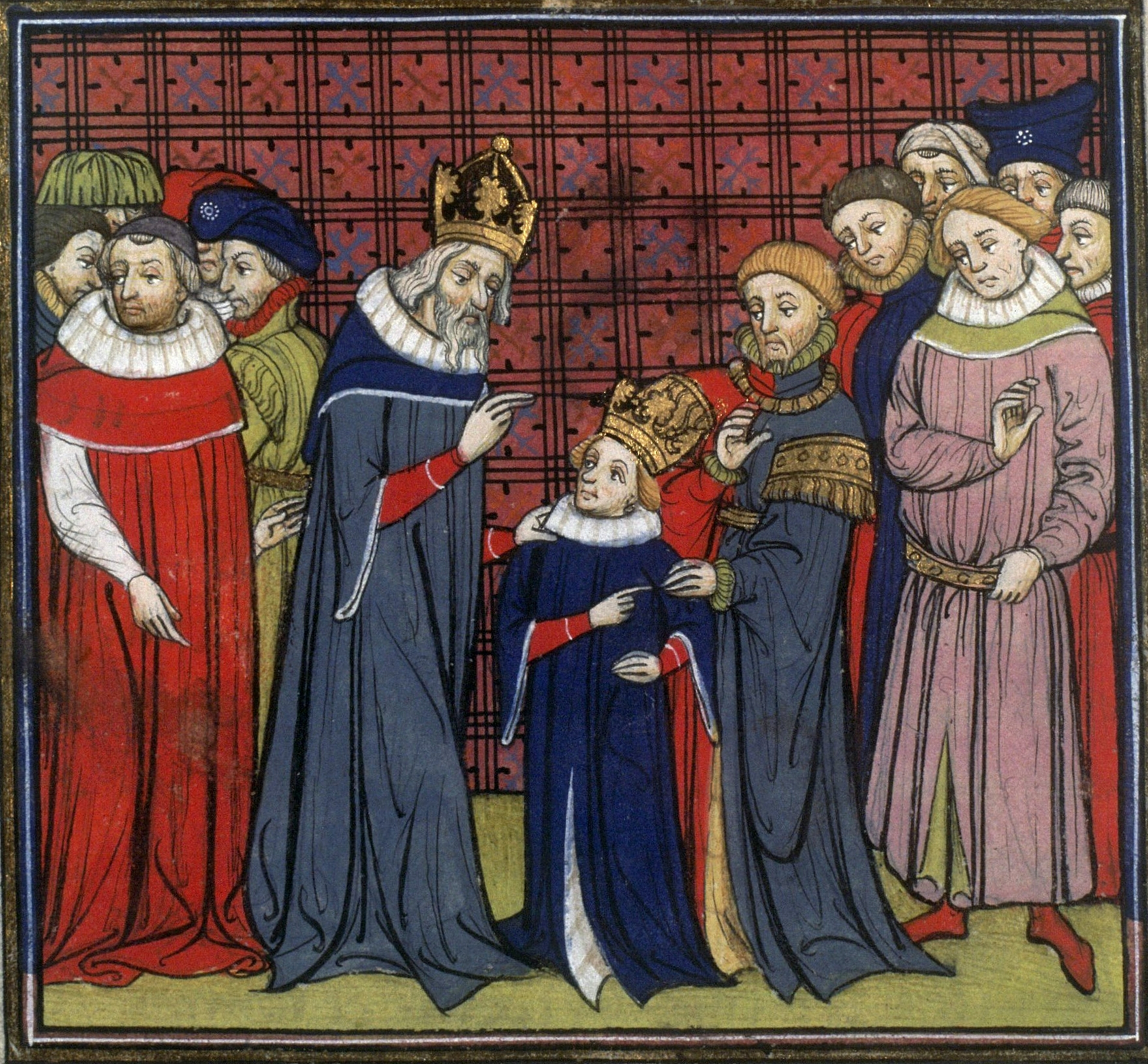
Carlemany coronant coemperador a Lluís (miniatura del)

Segons el document Divisio Regnorum (806), Carlemany havia previst repartir l'Imperi entre els seus fills. Carles esdevindria Emperador dels francs, Pipí, rei d'Itàlia i Lluís heretaria Aquitània, Septimània, Provença i part de Borgonya. Però tots els germans de Lluís van morir abans que el seu pare, de manera que ell es va convertir en l'únic hereu de tots els regnes francs a excepció d'Itàlia, que Carlemany va cedir al fill de Pípí i net seu Bernat d'Itàlia.
El 813 amb Carlemany ja malalt i havent mort els seus altres fills Carles de Nèustria i Austràsia i Pipí d'Itàlia (que va deixar un sol fill de nom Bernat), Gerric, un dels principals oficials d'Aquitània, i altres consellers de Lluís li van recomanar anar al costat del seu pare; però Lluís va refusar perquè no semblés que ho feia per ambició, i va esperar ordres de Carlemany. L'estiu fou cridat a Aquisgrà on en una assemblea general el setembre va ser nomenat coemperador amb el seu pare, retornant a passar l'hivern a Aquitània. A la mort del pare, el 28 de gener de l'any següent, va heretar l'imperi.

## Emperador
Quan Lluís rebé la notícia de la mort del seu pare, l'1 de febrer del 814 estava celebrant l'assemblea general del regne a Doué a l'Anjou. Al cap de cinc dies va sortir cap a Aquisgrà on va arribar avançat el febrer i es va coronar emperador en una assemblea general en què el seu nebot Bernat el va reconèixer com a superior i li va fer jurament igual que tots els altres nobles del regne. Va obligar els cosins del seu pare a prendre ordes monàstics i tancà les seves germanes en convents, per evitar que es casessin amb marits que poguessin posar en perill la seva autoritat. Al final del mateix any va enviar el seu fill Pipí a Aquitània, regne que li va cedir en les mateixes condicions com l'havia tingut ell en vida del seu pare. Pipí és conegut com a Pipí I d'Aquitània i no fou coronat formalment fins a la dieta d'Aquisgrà del 817. Aquesta demora s'hauria degut a causa del final de la treva amb els musulmans, que va portar a enfrontaments dels quals no es coneixen els detalls, i a una epidèmia de pesta i fam que hauria afectat a part d'Aquitània.
El 816 el Papa Esteve IV va trobar-se amb Lluís a Reims i el va tornar a coronar emperador. D'aquesta manera el Papat veia reforçada la seva influència en veure's reconeguda la seva importància a les coronacions imperials.

### Ordenatio Imperii
El dijous sant del 817, Lluís i la seva cort van patir un accident en ensorrar-se la galeria de fusta que connectava el palau amb la catedral d'Aquisgrà. Molts van morir, i havent vist la mort a prop Lluís va començar a plantejar-se la seva successió.
Tres mesos després va emetre un decret imperial anomenat Ordenatio Imperii, en què repartia la seva herència:
- Lotari, el seu fill gran, va ser proclamat pel seu pare coemperador, i era nomenat hereu a la corona de tots els regnes francs excepte els que reberen els seus germans.
- Pipí, el segon fill, va ser proclamat rei d'Aquitània, i el seu territori incloïa la Gascunya, la marca al voltant de Tolosa, i els comtats de Carcassona, Autun, Avallon i Nevers
- Lluís, el fill petit, rebé el títol de rei de Baviera i les marques del voltant.
- Bernat, el fill del germà de Lluís Pipí d'Itàlia, va ser confirmat com a rei d'Itàlia. Carlemany havia permès a Bernat heretar el títol del seu pare.

L'Imperi no es podia dividir, i tots els reis dels regnes francs havien d'obeir l'emperador. D'aquesta manera, el fill gran Lotari rebia una dignitat superior a la resta de germans, i unes terres molt més extenses.

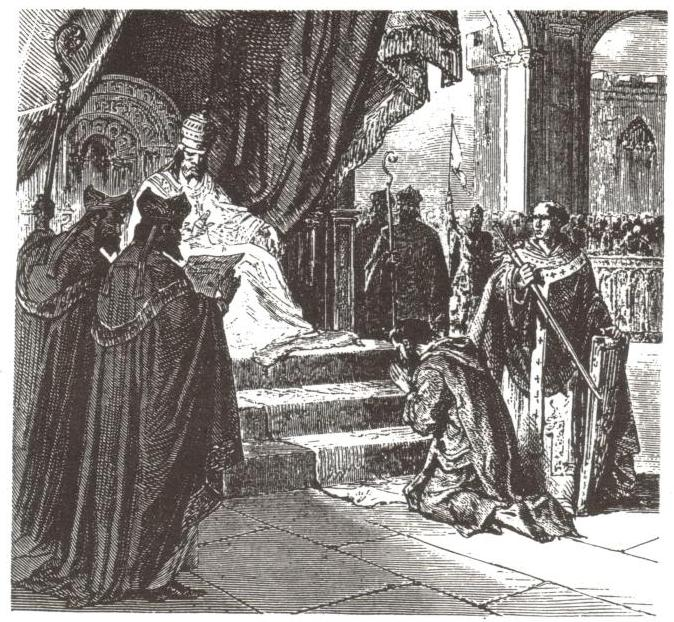
Lluís fent penitència a Attigny. Gravat del s. XIX

### Bernat d'Itàlia
L'ordenatio imperii deixava clar que el regne d'Itàlia estava subordinat a l'emperador. Bernat d'Itàlia, que desitjava continuar amb la seva autonomia, va començar a planejar una declaració d'independència respecte als regnes francs. En assabentar-se'n, Lluís va reunir un exèrcit i es va dirigir cap a la frontera italiana. Intimidat per la ràpida reacció del seu oncle, Bernat es va rendir i se sotmeté al seu oncle. Lluís va sentenciar-lo a mort, tot i que decidí commutar-li la pena per la de deixar-lo cec. Tanmateix, un cop li hagueren tret els ulls, Bernat va morir després de dos dies d'agonia.
La mort del seu nebot planaria sobre la consciència de Lluís durant la resta de la seva vida. Quan el 818 la seva esposa Ermengarda d'Hesbaye va morir, Lluís va creure que la mort era un càstig diví, ja que Ermengarda l'hauria influït durant les decisions que prengué en relació al seu nebot.
El 822 Lluís feu penitència demanant perdó pel tracte a Bernat davant del papa Pasqual I i un consell de clergues i nobles. El prestigi de Lluís es veié afectat arran d'aquest episodi.

### Primera guerra civil
L'any 820 Lluís es va tornar a casar, amb Judit de Baviera, i el 823 tindria un fill amb la seva segona esposa. El naixement d'aquest nou fill, de nom Carles, va acabar amb els pactes establerts a l'Ordenatio Imperii, ja que els intents de Lluís de deixar part de l'herència al seu nou fill van topar amb l'oposició dels tres fills de la primera esposa.
El 829 Lluís va donar Alemanya a Carles, disminuint significativament la porció que havia estat assignada al seu hereu Lotari. Amb el suport dels seus germans, Lotari va acusar Judit d'haver comès adulteri amb el comte de Barcelona Bernat de Septimània, i a Carles de ser un fill bastard. El 830, quan Lluís tornava d'una campanya a Bretanya, es va trobar el seu imperi enmig d'una guerra civil. Pipí d'Aquitània i Lluís el Germànic havien empresonat Judit a Poitiers, i Bernat de Septimània havia hagut de fugir a Barcelona.
Mentrestant Lotari havia aplegat un gran exèrcit, i Lluís el Pietós per salvar la situació va prometre als seus fills Pipí i Lluís una part més gran de l'herència si canviaven de bàndol i l'ajudaven a combatre contra Lotari. Finalment Lluís va aconseguir capturar Lotari i recuperar el control. Lotari va ser perdonat, però fou exiliat a Itàlia.

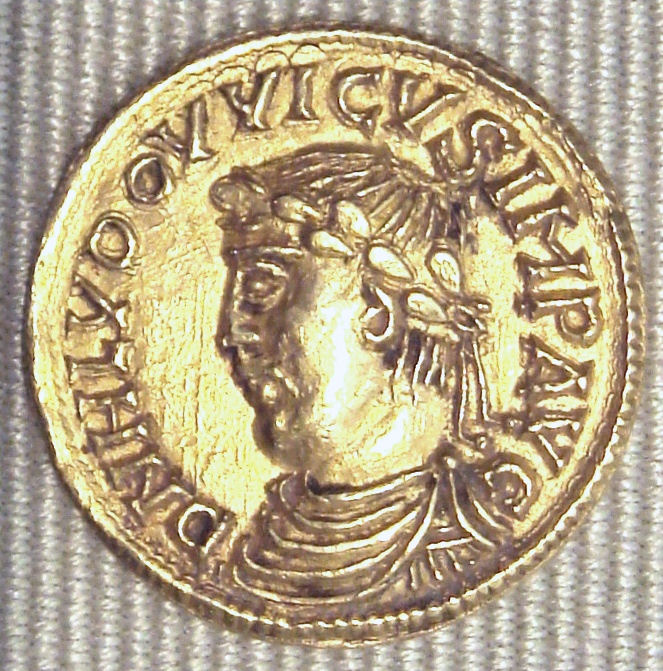
Moneda emesa per Lluís, amb la seva efígie

### Segona guerra civil
A la dieta o assemblea general de Thionville de la tardor del 831, Bernat de Septimània fou rehabilitat; estaven presents a la reunió Lotari I d'Itàlia i Lluís de Baviera; Pipí I d'Aquitània va excusar amb diversos motius la seva assistència tot i les ordres directes de l'emperador, però finalment, sota orde paterna, es va haver de presentar el desembre a Aquisgrà on estava Lluís el Pietós; aquest el va amonestar i li va ordenar de restar al seu costat i d'absentar-se sense el seu permís, el que era una mena d'arrest. Però després de les festes de Nadal Pipí es va evadir el dia dels sants Innocents (28 de desembre del 831) sortint de nit cap a Aquitània, acompanyat dels senyors que li eren més afectes. Hi va haver fins i tot una mena de lligam secret amb Bernat de Septimània, que al seu torn estava descontent per no haver estat restablert en la seva posició a la cort.
Berenguer, comte de Tolosa i conseller de Pipí, li va aconsellar de no revoltar-se però Bernat de Septimània el va instigar. A principis del 832, Lluís el Pietós va convocar una dieta a Orleans per discutir els mètodes de restablir a Pipí en l'obediència. Lotari i Pipí hi foren cridats, però Lluís va donar suport al seu germà i no hi va anar; aspirava a la part de Germània destinada al seu germanastre Carles el Calb. Lluís el Pietós va iniciar la campanya contra els seus fills rebels. Berenguer, lleial a l'emperador, va entrar als dominis de Bernat, apoderant-se d'alguns d'ells, amb seguretat el Rosselló (amb el Vallespir), probablement també Rasès i el Conflent. El 2 de febrer del 832 Berenguer ja era a Elna.
Lluís el Pietós es va dirigir cap a Aquitània per a reprimir la revolta, però la insurrecció de son fill Lluís a Baviera el va apartar d'aquesta empresa. Lluís no va aconseguir suport de la noblesa de Germània i els soldats es van declarar per l'emperador, havent de retirar-se i sotmetre's. Acabada la seva tasca a Germània, Lluís el Pietós va anar a Orleans on el setembre va convocar una dieta a la qual va cridar a Pipí; aquest se sentia molt culpable i no va gosar presentar-se; va fer veure que hi anava però va marxar d'un costat a l'altre sense arribar a Orleans i l'emperador va decidir anar a buscar-lo a Aquitània i es va dirigir cap al palau de Joac (Jocundiacum), a la vora de Llemotges. Pipí, veient que no podia escapar a la persecució del seu pare, es va anar a tirar als seus peus i li va demanar perdó, cosa que l'emperador li va concedir. Va fer una assemblea a Joac (final de setembre) on l'emperador va presentar els retrets corresponents a Pipí; per assegurar la seva fidelitat li va ordenar marxar a Trèveris amb la seva esposa i els seus fills, i li va prohibir sortir de la ciutat fins a nova ordre; també va haver de donar testimoni de la seva submissió. Bernat de Septimània i el seu germà Gaucelsm foren privats dels seus honors però per manca d'acusadors es van poder retirar a les seves possessions patrimonials tranquil·lament.
El 4 d'octubre Lluís el Pietós encara era a Joac segons una carta d'aquesta data, emesa "al lloc de Juvenciacum" per la qual donava el poble de Fontaines a la diòcesi de Tolosa, depenent del seu domini, a un dels seus vassalls de nom Adalbert, amb el permís de posseir-lo en propietat i de disposar com volgués. Això demostraria que el regne d'Aquitània li havia estat confiscat a Pipí doncs Lluís el Pietós hi exercia l'autoritat reial. No és clar si fou a la mateixa assemblea quan en fou desposseït o bé uns dies després quan Pipí, que havia fingit obeir i marxar a Trèveris, es va dirigir a Doué a l'Anjou, amb una escorta, i a la nit es va fer segrestar pels seus propis servidors, restant a Aquitània anant d'un lloc a l'altre; això hauria irritat l'emperador que l'hauria desposseït. Lluís el Pietós va restar a Aquitània unes setmanes i finalment va entregar el regne al seu fill de 9 anys Carles el Calb de qui va rebre el jurament de fidelitat junt amb el dels principals senyors del país. El Pietós va fer un darrer intent de sotmetre Pipí i va convocar una assemblea dins Aquitània, el dia de Sant Martí (11 de novembre) a la qual el va cridar. Però Pipí, rebel i obstinat, va refusar d'anar-hi i encara va fustigar les tropes del seu pare. Això, unit a les pluges extremament abundants d'aquella tardor, seguides d'un fred rigorós a l'inici de l'hivern, va obligar l'emperador a despatxar el seu exèrcit i se'n va anar al palau de Rest, a l'Anjou, a la riba del Loira, i després a Mans, on va passar les festes de Nadal fins que al començament del 833 va anar cap a Aquisgrà.
La revolta de Pipí va arrossegar els seus dos germans Lotari I i Lluís de Baviera. Durant l'hivern (principis del 833) els tres prínceps van ajustar una aliança contra el seu pare al qui atribuïen el desig de desheretar-los contra el jurament que havia fet el 817. Els tres rebels van cridar els seus partidaris que estaven desterrats i van intentar revoltar els pobles a favor seu. Al capdavant dels rebels es va posar Matfred d'Orleans mentre el bisbe Ebó de Reims quedava com a principal conseller de Lotari. Lluís el Pietós va reunir un exèrcit lleial a Worms al començament de la Quaresma, es va apoderar de Suàbia i va marxar contra els rebels que s'havien reunit a Alsàcia entre Estrasburg i Basilea, prop de Colmar, en un lloc anomenat Rotfelth (que vol dir "Camp Roig"), situat entre Brisach i el riu Ell, després conegut com a "Camp de les Mentides" (Campus Mendacii) o Lugenfeld i avui dia Rotleube. Lotari havia aconseguit el suport del papa Gregori IV. qui va seguir-lo des d'Itàlia amb tota la cort romana, amb el pretext de mediar sobre la pau dins la família reial. Lluís el Pietós va intentar primer, com habitualment, la via de la negociació i va enviar delegats per convidar-los a sotmetre's i subjectar-se a la seva clemència; però tot fou inútil; també va enviar delegats al papa per queixar-se d'estar protegint els rebels i del fet que després de la seva arribada no l'havia anat a trobar. Els bisbes lleials a Lluís ja s'havien declarat contra el papa després de córrer el rumor que els volia excomunicar incloent l'emperador mateix si no restituïa en els seus drets a Lotari, i de comú acord es van avançar i el van excomunicar per arrogar-se facultats que els cànons no li concedien i van amenaçar amb la seva deposició per haver anat a l'imperi sense haver estat cridat. Els tres prínceps rebels van contestar al pare fermament però respectuosament: ells no havien fet cap falta doncs la iniciativa havia sorgit del pare quan els havia desheretat a instància de certes persones de les qui seguia fàcilment els mals consells i que no feia cap intent de conservar la pau restablint la partició del 817, ja que les posteriors eren sempre massa favorables a Judit de Baviera i els seus interessos, i que aquesta emperadriu tenia massa ascendent sobre l'emperador i el dominava impedint-li desheretar Carles (futur Carles el Calb).
Els dos exèrcits esperaven el senyal per l'enfrontament quan l'emperador fou avisat de l'arribada de Gregori IV al seu campament; el papa fou rebut fredament i els sos homes van tenir una entrevista curta; Gregori va restar llavors al campament i va seguir negociant i va començar a influir en Lluís al qui segons alguns va convèncer de ser designat àrbitre en el conflicte (segons altres es va retirar sense aconseguir res positiu i després d'intentar estendre discòrdia entre els homes de l'emperador); en aquesta condició va retornar al campament de Lotari que no podia acceptar amb honor les condicions de pau que oferia el seu pare. El cert és que durant el temps que Lotari i Gregori van negociar els tres prínceps van aconseguir guanyar a la seva causa molts dels senyors, bé per regals o per promeses; la nit després de l'entrevista els senyors guanyats pels prínceps van desertar amb la seva gent i l'endemà Lluís el Pietós es va trobar gairebé sol fora dels prelats i senyors sempre lleials als qui, per salvar la vida, el mateix emperador va aconsellar retirar-se al campament de Lotari o fugir, opció aquesta darrera triada per la major part.
Lluís va enviar emissaris als seus fills demanant que li fos evitat el deshonor de ser portat al campament rival pels soldats i els prínceps li van comunicar que anés al seu campament i ells el rebrien amb tot l'honor i respecte deguts. Així ho va fer Lluís el Pietós: en acostar-se els tres fills van baixar del cavall i el van anar a saludar; l'emperador els va abraçar i hi va parlar algun temps; els va recordar la seva paraula sobre l'emperadriu i el jove Carles, el seu germanastre i li van prometre que no els farien res i altres promeses que els va demanar. Conduït Lluís amb el seu fill Carles a la tenda de Lotari I, Judit fou portada a la tenda de Lluís de Baviera. Les promeses no es van mantenir i Judit fou enviada a l'exili al convent de Tortona a Llombardia.
Lotari va convocar una assemblea en què l'imperi fou declarat vacant i ell mateix fou proclamat emperador (oficialment se li va oferir el càrrec que va acceptar). Els tres prínceps van procedir a un nou repartiment de la monarquia conforme a la partició del 817 i cadascun va rebre el jurament dels senyors que esdevindrien els seus súbdits segons la nova partició i que estaven presents al lloc. Després d'això es van separar. Pipí va retornar a Aquitània (Pipí va ser restaurat al seu anterior estatus de rei), Lluís a Baviera i el papa a Roma. Lotari es va dirigir a França amb el seu pare que fou conduït sota una forta guàrdia, igual que el jove príncep Carles i en arribar a Soissons Lluís el Pietós fou tancat al monestir de Saint-Médard, on li fou prohibida qualsevol visita; Carles fou enviat a l'abadia de Prüm a la diòcesi de Trèveris.
Per l'1 d'octubre del 833 Lotari va convocar una dieta general a Compiègne que el va ratificar com a emperador i a la que va fer assistir al seu pare per utilitzar-lo en els seus designis. En aquesta assemblea va exigir un jurament de fidelitat dels prelats i senyors que hi van assistir, perquè sospitava que alguns eren fidels secretament al seu pare. Lluís va ser deposat, i se'l va obligar a confessar públicament molts pecats que no havia comès.
Lotari se'n va anar a Aquisgrà on va arribar el 29 de novembre, amb idea de passar-hi l'hivern. Llavors va fer anar a la cort al seu pare del qui desconfiava. Però mentre les disposicions ignominioses adoptades envers Lluís a l'assemblea van ser conegudes per Pipí i Lluís que altre cop es van girar contra el seu germà al qui consideraven que s'apoderava de massa poder sense participació dels altres germans. També els prelats que havien participat en l'assemblea de Compiegne van començar a vacil·lar i alguns van fer públic el seu penediment; el poble va començar a murmurar i es van produir assemblees secretes de senyors de Germània, Aquitània i Borgonya on es va discutir sobre com alliberar Lotari de mans del seu fill. El duc Bernat de Septimània que vivia retirat a Borgonya a les terres familiars, con enemic declarat de Lotari i amb l'esperança de recuperar els seus honors es va unir al comte Guarí un dels més grans senyors de Borgonya i junts van treballar per aconseguir la lleialtat dels senyors del regne borgonyó, formant una lliga en favor de Lluís el Pietós. Al mateix temps Bernat va enviar missatgers a Pipí I d'Aquitània, el seu amic, per acordar la manera d'actuar per restablir el Pietós. El rei Lluís de Baviera va marxar amb el seu exèrcit cap a Frankfurt on va enviar missatgers al seu germà Lotari demanant que el pare fos tractat amb més humanitat, però aquestes protestes no van tenir efecte. Llavors Lluís es va acostar amb les seves tropes a Aquisgrà mentre Pipí preparava les seves també per avançar i unir-se al seu germà petit. Lotari, assabentat, va fer venir al jove Carles de l'abadia de Prüm i el va mantenir al mateix lloc que al pare i deposat emperador, sent portats primer a Compiègne, i després cap a París on considerava que la noblesa li era més lleial que en cap altre lloc i a l'espera de l'arribada de les seves tropes que ja havia mobilitzat.
En arribar a París va saber que els comtes Egebard i Guillem (el seu escuder), amb altres senyors, havien decidit atacar-lo i arrabassar-li l'emperador. Però Lluís el Pietós els va dissuadir en benefici de la pau i va aconsellar no fer res precipitat. Mentre Pipí havia arribat ja a la vora del Sena amb l'exèrcit d'Aquitània però no podia travessar el riu perquè Lotari ja havia ordenat confiscar totes les barques i una inundació extraordinària s'havia emportat els ponts; al mateix temps Bernat i Guarí van arribar a l'inici de la quaresma amb les tropes borgonyones fins a la vora del Marne; el fred encara era rigorós i les forces es van haver d'aturar a Bonnœil (Bongilo). Poc després, el dissabte de la primera setmana de quaresma (26 de febrer) els dos senyors van enviar l'abat Rebald i el comte Gaucelm (excomte, germà de Bernat), uns missatgers, per demanar a Lotari l'alliberament de l'emperador i el van advertir que si el deixava en les seves mans de bon grat, ells farien la pau i obtindrien la gràcia per Lotari, però si no haurien d'utilitzar la força; Lotari va contestar que era el més sensible de tots a qualsevol cosa en benefici del pare i que els senyors que l'acusaven havien estat abans els primers de trair l'emperador i entregar-lo a les seves mans; al·legava que la seva deposició havia estat canònica pel judici dels bisbes; a més deia que la diputació no era prou nombrosa i reclamava almenys dos abats i dos comtes, entre els quals hi hauria d'haver Odó d'Orleans, cosí de Bernat; Lotari provava de guanyar temps per poder-se retirar i posar-se a cobert de l'exèrcit de Germània que, conduït pel rei de Baviera, avançava a bon ritme, i de l'exèrcit aquità que, juntament amb el borgonyó, el podien rodejar. Lotari va deixar el seu pare i el germanastre Carles a l'abadia de Saint-Denis, i el darrer dia de febrer va marxar acompanyat només d'alguns senyors que van voler seguir la seva sort, cap a Borgonya, arribant a Vienne on va intentar sostenir-se i va reunir totes les tropes que va poder. Entre els que el van seguir estaven Bartomeu de Narbona i Salomó, bisbes d'Elna. El 7 d'abril va donar una carta a favor de l'església d'Elna datada a Clunac que podria ser Cluny a Borgonya.
Just retirar-se Lotari que els senyors que havien restat a Saint-Denís amb l'emperador van decidir que calia que l'emperador reprengués immediatament les marques de la seva dignitat però Lluís el Pietós va decidir demorar-ho fins l'endemà que era diumenge 1 de març. Llavors els bisbes reunits en una església li van retornar les armes i els ornaments reials
L'emperador va decidir no perseguir Lotari (contra el parer dels seus cortesans). Va marxar cap a Nanteuil i es va traslladar tot seguit a Quierzy a la riba de l'Oise on es va reunir amb Pipí i Lluís de Baviera, als que va rebre amb grans mostres d'afecte i reconeixement; L'emperador va fer la mateixa acollida als senyors del seu seguici i especialment als de l'exèrcit de Borgonya, i amb tots ells, a la meitat de la quaresma, va tenir a palau una dieta en què Pipí fou formalment restablert com a rei d'Aquitània que l'emperador li havia arrabassat 18 mesos abans. També va restablir en les seves dignitats als diversos senyors que es trobaven a la dieta i havien contribuït al seu alliberament. Després de la dieta de Quierzy Pipí va retornar a Aquitània. Lluís el Pietós va anar a Aquisgrà acompanyat de Lluís de Baviera i del príncep Carles; l'emperadriu Judit de Baviera va arribar poc després a la capital, alliberada del monestir de Tortona on romania quan es va saber el restabliment del seu marit; el seu marit altre cop va refusar formalment reconèixer-la com esposa fins que davant d'una dieta hagués estat exonerada dels crims dels quals havia estat acusada (el que es devia produir a la següent dieta). Lluís el Pietós va mostrar altre cop la seva clemència amb una amnistia general per tots els que havien participat en la revolta que li havia costat la pèrdua temporal del tron.
Mentre Lotari encara disposava de molts seguidors entre els quals Matfred antic comte d'Orleans i Lambert marquès de Bretanya. Els seus partidaris devastaven la Nèustria a la dreta del Loira. El comte Odó d'Orleans, del camp imperial, i altres senyors, van fer campanya entre el Loira i el Sena per fer front als atacs de Matfred i Lambert; els dos exèrcits es van trobar finalment i Odó fou derrotat i mort junt amb el seu germà el comte Guillem de Blois, el comte Guiu del Maine, i altres magnats. Lambert i Matfred no van saber aprofitar la seva victòria i temerosos que Lluís el Pietós marxés contra ells amb totes les forces i els rodegés, van demanar a Lotari acudir en el seu ajut.
Lotari estava aleshores a Vienne amb les seves tropes i es va dirigir a Chalon-sur-Saône que li va tancar les portes. Els principals senyors de Borgonya del partit imperial, entre els quals Guarí (probablement el mateix que Guerí de Provença comte de Macon del 825 al 853, comte de Mémontois 832-853, i que després fou comte de Chalon-sur-Saône 835-853, i d'Auxois i d'Autun i marquès de Borgonya 844-853), Gaucelm, germà de Bernat de Septimània i el got Sanila el seu lloctinent (l'acusador de Berà I el 820) havien arribat abans a aquesta vila i l'havien fortificat per retardar la marxa de Lotari que es va veure obligat a assetjar-la. Lotari la va conquerir en pocs dies i la va lliurar al furor dels soldats que la van incendiar pels quatre costats. Gaucelm, Sanila i un altre senyor de nom Madalelm foren executats sobre el camp. Guerí i altres senyors per salvar la vida van abandonar el partit imperial al darrer moment i van ser perdonats després de jurar fidelitat a Lotari. Encara insatisfet amb la seva venjança sobre Bernat de Septimània per mitjà del seu germà i el seu lloctinent, Lotari va fer agafar a una germana de Bernat de nom Gerberga, que era monja i es trobava aleshores a Chalon, on vivia en retir i ocupada en tasques religioses (sanctimonialis) la va fer tancar en un bidó de fusta com una bruixa i enverinadora, sent tirada al riu Saona, morint ofegada.
L'emperador era llavors a Langres on a mig agost va tenir una dieta en la qual estava present Lluís de Baviera amb els seus homes. Informats que Lotari avançava cap a Orleans després de prendre Chalon, es van posar en campanya i van perseguir el príncep, a qui van atrapar finalment al riu Maine on s'havia reunit amb els comtes Matfred i Lambert; els dos exèrcits estaven en posició de lliurar batalla quan l'emperador una vegada més va obrir negociacions; no obstant Lotari es va mostrar inflexible i després de tres dies de converses va refusar la pau i va amenaçar als enviats de l'emperador. En aquests tres dies Lotari va intentar atreure el seu camp a la gent de l'emperador però sense èxit; al quart dia, a la nit, va decidir aixecar el camp i anar cap a Blois. L'emperador i el rei de Baviera el van seguir de prop i el van atrapar a la vora del Loira prop del castell de Blois on Pipí d'Aquitània es va reunir amb el seu pare i germà petit; l'acompanyava Berenguer de Tolosa i de Septimània i Gòtia, conegut com el Savi per la seva probitat i encert: Lotari va fer intent d'atacar els imperials però finalment es va abstenir.
L'emperador va enviar al campament del seu fill a tres emissaris per demanar la seva submissió: Baradadi bisbe de Paderborn, Berenguer de Tolosa i Septimània i el duc Gebehard; els tres van demanar Lotari d'anar al campament del pare i sotmetre's; Lotari va demanar temps per reflexionar i acabaven de marxar quan els va fer cridar per consultar amb ells sobre què fer; els enviats van recomanar la submissió perquè l'emperador estava ben disposat al perdó. Lotari els va escoltar i es va presentar al campament patern on Lluís el Pietós l'esperava entre Pipí i Lluís de Baviera i molts altres senyors. Lotari es va presentar acompanyat per Hug de Tours, el seu sogre, i per Matfred d'Orleans entre altres senyors fidels. Lotari es va tirar als peus del seu pare que li va ordenar aixecar-se; després va reconèixer el seu crim i va demanar perdó; Lluís va fer un viu retret al seu fill i li va dir que per gràcia no li arrabassava el regne d'Itàlia on l'ordenava retirar-se i no sortir-ne sense permís, i li va exigir un nou jurament de fidelitat; l'emperador va perdonar al mateix temps als seus partidaris i els va permetre conservar els béns després de rebre el jurament de fidelitat. Després l'assemblea fou aixecada i cadascun va retornar al seu territori.
L'emperador Lluís el Pietós després del seu restabliment i consolidació va convocar una dieta a Attigny, a finals del 834 (a la festa de sant Martí l'11 de novembre) on es nomenaren alguns missi dominici per anar a províncies a restablir l'ordre que havia estat alterat per les contínues lluites a l'imperi entre 830 i 835; un dels mals eren l'existència de bandits que desolaven territoris. Després d'aquesta dieta l'emperador en va convocar una altra a Thionville a començaments del 835. Aquesta fou una assemblea complexa i llarga. Els bisbes (hi havia presents 8 arquebisbes i 35 bisbes entre els quals Cristià de Nimes i Sisebut d'Urgell) van examinar la conducta dels seus col·legues partidaris de Lotari: Ebles o Ebó de Reims fou deposat de la seva seu; els bisbes Agobard de Lió i Bernat de Vienne, els quals no van comparèixer després de ser citats, van ser condemnats per contumàcia i les seves seus declarades vacants.
En aquesta dieta es va establir el nou repartiment del regne per la qual Lotari I rebia només Itàlia, Pipí i Lluís de Baviera van augmentar la part que els havia pertocat el 817 i així Pipí va rebre el territori entre el Loira i el Somme i una part de Borgonya, i Lluís la resta de Nèustria amb una part d'Austràsia i Germània, i a Carles (el Calb) li fou assignada Suàbia, la resta d'Austràsia i de Borgonya, Provença, Gòtia i Septimània. L'emperador es va reservar de per vida l'autoritat suprema i no en va designar cap com a successor en el títol imperial per evitar gelosies. Es va reservar el dret d'augmentar o disminuir les parts de cadascun segons el futur comportament. Acabada la dieta els participants clergues van retornar als seus llocs d'origen i els senyors que hi havien assistit van anar a Metz on l'emperador es va fer coronar altra vegada el primer diumenge de quaresma.
L'emperador va convocar al juny següent una nova dieta a Crémieu (Stramiacum), al Lionès, pel mes de juny, a la que van assistir Lluís de Baviera i Pipí I d'Aquitània així com un gran nombre de delegats de Septimània i Gòtia. El tema principal de la reunió era la restitució dels honors de Bernat de Septimània, que aquest reclamava i al·legava que la seva família havia pagat un preu en sang per la defensa de l'emperador; però Berenguer de Tolosa, que tenia els honors, havia estat un lleial incondicional de l'emperador, tenia el suport popular, era preferit per Lluís de Baviera i segurament per Pipí; el conflicte s'havia traslladat als senyors i al poble, dividits en dos bàndols, i era complex, però es va resoldre sol; mentre Berenguer anava a l'assemblea va morir sobtadament i així Bernat va poder ser restablert sense problema tant a Septimània i Gòtia com al comtat i ducat de Tolosa. No obstant davant les queixes dels partidaris de Berenguer pel mal govern de Bernat l'emperador va enviar dos missi dominici per estudiar els conflictes i assegurar la tranquil·litat a les fronteres. Acabada la reunió Pipí i Lluís de Baviera van retornar als seus estats, i Lluís va anar a Aquisgrà amb la idea d'anar després a Frísia on la seva presència era necessària davant els atacs normands.
L'emperadriu Judit es va començar a adonar que la salut del seu marit ja no era bona, i patia perquè a la seva mort el seu fill Carles es trobaria sense suports a la mercè dels seus germanastres interessats a excloure'l, i va fer tot el possible per atreure a Lotari I al seu partit i el va defensar tant com va poder davant l'emperador que va acabar enviant missatgers al príncep buscant la reconciliació. Les negociacions van durar entre la dieta de Crémieu i el final d'any (835); després de Nadal l'emperador va enviar nous ambaixadors amb instruccions per demanar a Lotari d'enviar alguns dels seus consellers amb els quals poder concloure els acords definitius. Esperant l'arribada dels delegats de Lotari l'emperador va celebrar dieta a Aquisgrà el dia de la Purificació de Maria o de la Candelera (2 de febrer del 836). Els bisbes presents van dirigir un escrit dividit en tres llibres pel qual demanaven a Pipí de restituir els béns usurpats pels senyors del regne a l'església a Aquitània; Pipí estava llavors a Aquitània on al mateix celebrava la dieta del seu regne i va rebre la notícia que la dieta va prometre complir. L'emperador va ordenar el mateix a Septimània on va enviar dos missi dominici per fer complir la seva decisió.
Quan els enviats de Lotari van arribar a Thionville s'estava celebrant una segona dieta convocada per l'emperador després de la Pasqua. Entre els delegats el principal era Vala de Corbie que va excusar a Lotari a causa d'una malaltia (unes febres). Es va concloure la pau i Judit va perdonar oficialment a Lotari sobre el que havia guanyat força influència. L'emperador comptant amb la sinceritat del príncep, va transmetre el seu afecte i els desitjos d'una propera recuperació i el va convidar a anar a Worms a la dieta de meitat de setembre. Però Lotari fou afectat altre cop per les febres i no hi va poder anar. Sí que van estar presents a Worms Pipí d'Aquitània i Lluís de Baviera amb les seves tropes però el primer va haver de retornar aviat degut a disturbis produïts al seu regne. En aquesta assemblea l'emperador va restaurar a Agobard a la seva de Lió així com als altres bisbes partidaris del príncep, especialment Ebó de Reims. D'altra banda l'epidèmia que hi havia a Itàlia i que havia tingut un cert temps emmalaltit a Lotari, va matar a molts dels més fidels col·laboradors de Lotari que va quedar en una posició més dèbil.
Diversos conflictes van aparèixer aviat entre Lluís el Pietós i Lotari i el primer, convençut que el seu fill no actuava de bona fe, després de la dieta que va fer a Thionville al mes de maig del 837, va decidir passar a Itàlia per imposar a Lotari els seus deures i va cridar a Pipí i a Lluís de Baviera per acompanyar-lo, però les notícies dels atacs dels normands a les costes del nord de França el van obligar a abandonar el projecte i va anar a Nimega per reprimir els atacs. Lotari per la seva banda, lluny d'obeir al seu pare que li havia ordenat restituir diversos ben usurpats a esglésies, i especialment a la de Roma, va fer arrestar els enviats de l'emperador al Papa i va fer fortificar els Alps per impedir als imperials entrar a Itàlia.

### Tercera guerra civil
L'hivern del 837 Lluís el Pietós va celebrar una nova dieta a Aquisgrà a la qual va convidar els seus fills. Pipí no hi va anar però va enviar delegats; Lluís de Baviera hi va assistir personalment. L'emperador, segurament a petició de Judit de Baviera, va decidir un nou repartiment en què Carles incrementava la seva part a costa de Pipí i Lluís assignat en el repartiment de Thionville del 835, especialment la Nèustria entre el Mosa i el Sena i entre el Sena i el Somme (aquests territoris eren de Pipí). Carles va rebre el jurament dels seus futurs vassalls presents a l'assemblea.
Lluís de Baviera i els delegats de Pipí I d'Aquitània no va gosar oposar-se però acabada la reunió Lluís va retornar a Baviera on va mostrar el seu enuig, i es va posar en contacte amb Lotari I a qui va demanar una entrevista. Aquesta es va fer a la quaresma del 838 al Trentí (Trentino), però l'únic acord al qual es va arribar fou, almenys en aparença, mantenir la lleialtat al pare. L'emperador es va assabentar de la reunió (tot i que era secreta) i va mobilitzar les seves forces pel que pogués esdevenir i llavors va cridar Lluís a passar la Pasqua a la seva cort. Lluís va obeir i es va voler excusar de la conferència amb el seu germà, però el Pietós li va arrabassar més territoris que li havien correspost al repartiment del 835 a la Frància Oriental i va reunir una dieta a Nimega el mes de juny en què va formalitzar el nou repartiment; després va convocar una nova reunió o dieta a Quierzy-sur-Oise per la tardor.
Judit de Baviera havia intentat aconseguir una aliança amb Lotari I perquè aquest fou el protector de Carles, però després d'un cert èxit inicial ara donava el seu intent per fracassat i va voler intentar el mateix amb Pipí d'Aquitània; també va obtenir un èxit notable. Pipí va anar a la dieta de Quierzy-sur-Oise des de Turena on estava i va arribar a Quierzy el setembre i l'emperador el va tractar exquisidament; la seva dona Judit ja l'havia informat que estava ben disposat a ser el protector de Carles. Pipí a petició del pare, va prometre que viuria en pau amb Carles i seria el seu protector, i fins i tot va consentir un nou increment dels territoris assignats a Carles a costa del seu propi territori; en aquest cas el territori afegit al domini de Carles fou el Maine, és a dir la part de Nèustria entre el Loira i el Sena. Després el Pietós va donar el cinturó militar a Carles que tenia 14 anys i li va posar la corona al cap i el va fer reconèixer pels presents; els vassalls del seu futur regne que estaven presents li van jurar fidelitat. Entre el clergat estaven presents a la reunió Bartomeu de Narbona, Esteve de Besiers, Agobard de Lió, Bernat de Vienne i Aigulf de Bourges. A la reunió es van presentar delegats dels gots de Septimània, l'antic partit de Berà I i després d'Aissó i Guillemó, queixant-se del duc Bernat de Septimània, oficialment perquè usurpava béns de l'església però en realitat això amagava un enfrontament polític entre un partit defensor de les peculiaritats regionals i un partit imperial centralitzador; els delegats van demanar el manteniment de l'ús de les seves antigues lleis (avitam eis legem conservarent) i l'enviament de missi dominici que els fou acordada; com a missi foren designats (a proposta dels mateixos delegats) Adrevald abat de Flavigny (Borgonya) que havia estat enviat per l'emperador a una important missió amb el papa Gregori IV l'any anterior, el comte Bonifaci de Toscana, antic governador de Còrsega i flagell dels pirates sarraïns a l'illa, i el comte Donat, que havia estat a Septimània durant la revolta d'Aissó; i devia haver-hi un quart missus eclesiàstic que no és esmentat. Al final de l'assemblea Lluís el Pietós va retornar a Aquisgrà i el jove Carles va anar al Maine per prendre possessió d'aquest territori. Possiblement la preferència de Lluís pel seu fill més petit Carles, estava influïda per la seva esposa Judit que per la seva bellesa exercia un gran domini en les decisions de l'emperador. Pipí va tornar a Aquitània on va morir a Poitiers el 13 de desembre del 838.

## Darrers anys
Mentre Lluís assabentat dels acords d'aquesta assemblea es va revoltar obertament i va enviar tropes a les províncies que el seu pare li havia arrabassat en favor de Carles. Va arribar a Frankfurt el 27 de novembre del 838. L'emperador es va posar en marxa per combatre el fill rebel i es va dirigir a Magúncia. Coneguda la mort de Pipí, lluís el Pietós es va abstenir de reconèixer el dret de successió dels fills del difunt. Es va limitar a cridar a Pipí II per criar-lo sota la seva vigilància i va establir que la seva decisió seria coneguda en una propera dieta a celebrar després de controlar la revolta del fill Lluís de Baviera. Va passar el Rin i es va dirigir cap a Frankfurt.
Lluís de Baviera no va escoltar les propostes de pau del seu pare. Quan els dos exèrcits es van trobar front a front, els soldats del bavarès van desertar i van passar al camp enemic i el rei va haver de fugir; l'emperador es va aturar a Frankfurt i no el va empaitar. Era encara al palau de la ciutat el 22 de febrer, quan l'abat Hug, el seu germà natural i canceller li va demanar protecció pels jueus de Septimània als que es destorbava en la possessió dels seus béns que podien tenir de forma hereditària per privilegi reial; l'emperador va confirmar el privilegi i els va permetre disposar a la seva elecció dels immobles.
Judit de Baviera, en fracassar el seu projecte de protecció de Carles per la mort de Pipí, i temerosa que mort l'emperador els fills li arrabassarien a Carles la seva part, va decidir acostar-se a Itàlia amb el seu marit per negociar directament amb Lotari. Lluís el Pietós va sortir de Frankfurt a la quaresma i es va aturar pel camí a Bregenz o Bregentz on va celebrar la Pasqua. Judit el va fer comprometre a prometre a Lotari, si s'erigia en protector de Carles, que l'imperi seria repartit entre els dos, excepte Baviera que seria per Lluís. Lotari volia recuperar l'herència perduda i va escoltar aquestes promeses fetes per un enviat del Pietós, amb gran satisfacció i va donar el seu acord. L'emperador doncs va decidir fer una nova partició i va convocar una dieta a Worms on va anar el 30 de maig; Lotari també hi va assistir per orde del pare i quan va arribar es va tirar als peus de l'emperador, li va demanar perdó per les seves faltes passades i l'emperador li va concedir a canvi de no intentar res en el futur sense el seu consentiment, i no intentar res en perjudici de Carles (el Calb), cosa que Lotari va prometre. L'emperador va fer dues parts quasi iguals dels seus estats i va deixar escollir a Lotari que va agafar Frància Oriental, Itàlia, Borgonya, Austràsia i Germània excepte Baviera que restava per Lluís (conegut com a Lluís el Germànic). Carles rebia la Frància Occidental, Nèustria, Aquitània, Septimània i Gòtia, Provença i set comtats a Borgonya al llarg del Roine i el Saône. Pipí II i Carles, els prínceps d'Aquitània, van quedar exclosos. Acabada la dieta a començaments de juliol Lotari va tornar a Itàlia amb permís patern, després d'un nou jurament de fidelitat inviolable. Lluís el Pietós, segur que Lluís de Baviera estaria descontent, li va prohibir sortir dels seus dominis sota amenaça d'utilitzar contra ell totes les seves forces i va planejar anar a Augsburg el setembre per imposar la seva autoritat al príncep, però a causa del conflicte d'Aquitània l'emperador va renunciar a aquesta expedició.
A Aquitània ja abans de la dieta de Worms es donava per feta l'exclusió dels fills de Pipí I, i alguns senyors molt lligats a la família van prendre les seves mesures: abans de la dieta (doncs el juny del 839 segurament) van proclamar rei a Pipí II, el fill gran. El bàndol pipínid estava encapçalat per Emmenó comte de Poitou (o de Poitiers). L'emperador va saber aquests moviments a primers de juliol poc abans d'acabar la dieta de Worms i va decidir convocar una nova dieta a Chalon-sur-Saône pel setembre següent i mentre va anar via Cruzzenach al bosc de les Ardennes on es va dedicar a la cacera. Allí va arribar Ebroí bisbe de Poitiers i delegat dels senyors d'Aquitània que restaven fidels a l'emperador; el prelat va garantir la fidelitat dels principals senyors del país entre els quals Gerard comte d'Alvèrnia i Ratari, comte del Llimosí, gendres del rei Pipí I, l'exemple dels quals havia mantingut la major part de la noblesa dins el bàndol dels fidels; però va explicar que la part fidel a Pipí II podia ser fortificada i que convenia no donar temps als rebels de fer-ho. L'emperador va excusar davant el bisbe l'exclusió de Pipí en la poca edat del príncep i va llençar una sèrie de greuges sobre el caràcter nacionalista i rebel dels aquitans, i va acceptar anar tot seguit a Aquitània, convidant els senyors del país a la dieta de Chalon-sur-Saône. Aquesta reunió es va celebrar en la data fixada i al final l'emperador es va dirigir cap al Loire amb el seu exèrcit acompanyat de Judit de Baviera i del seu fill Carles. A l'arribada a uns 10 km de Clarmont d'Alvèrnia es va aturar per rebre l'homenatge dels pobles i senyors de part d'Aquitània que l'esperaven en aquest lloc. Lluís el Pietós els va convidar a fer jurament a Carles (el Calb); després va ordenar a l'emperadriu i al jove príncep d'anar a Poitiers i esperar la seva arribada; l'emperador es va dirigir contra el castell de Carlat, ocupat pels partidaris del jove Pipí, amb intenció d'assetjar-lo; l'emperador el va atacar i va aconseguir la seva rendició i va utilitzar la seva clemència amb els defensors que van conservar la vida i els béns. Llavors l'ermperador es va dirigir cap al castell de Turena antiga plaça forta del duc Waifré, que fou evacuat pels defensors abans de la seva arribada sent ocupat sense lluita. S'acostava l'hivern i els freds començaven a provocar malalties en les seves tropes i es va dirigir cap a Poitiers on va entrar. Allí va declarar proscrits als caps rebels, Emenó o Emmenó de Poitiers, el seu germà Bernat i altres; el comtat de Poitou li fou confiscat a Emmenó i cedit a Rainulf, fill de Gerard d'Alvèrnia. L'emperador va fer diversos nomenaments: Turpió (germà d'Emmenó i Bernat però oposat a la revolta) fou nomenat comte d'Angulema; i altres nobles foren designats als comtats de Bordeus, Llemotges i Saintes, bé per cobrir vacants o per haver estat proscrits

El repartiment de l'imperi d'acord amb el Tractat de Verdun

Lluís el Pietós va passar el Nadal de 839 i la Candelera (2 de febrer) a Poitiers, sortint en començar la quaresma en saber de certs moviments a Germània a l'est del Rin on el rei de Baviera s'havia revoltat altre cop i instigava la regió a l'aixecament. Judit i Carles van quedar a Aquitània per acabar amb la revolta dels seguidors de Pipí II que encara restaven. La Pasqua la va passar a Aquisgrà i va entrar tot seguit a Germània creuant el Rin i dirigint-se cap a Turíngia on estava acampat el rei de Baviera, qui va decidir aixecar el camp i retornar als seus dominis i l'emperador va decidir altre cop no perseguir-lo però va convocar una dieta a Worms l'1 de juliol per jutjar-lo com a rebel. A aquesta dieta va convocar al seu fill Lotari I; ja estava en camí cap a Worms quan es va posar malalt i es va aturar a una illa del Rin sota Magúncia enfront del palau d'Ingelheim.

### Defunció i repartiment final de l'imperi
Lluís va morir a Ingelheim el 20 de juny del 840 als 64 anys, i va ser enterrat a Metz. Abans de morir va enviar la corona, el ceptre i els altres ornaments imperials al seu fill Lotari amb la condició d'executar fidelment els pactes de defensa de Carles (el Calb). A la seva mort els tres fills que li havien sobreviscut van tornar a combatre en guerra civil fins que el 843 signaren el Tractat de Verdun, que repartia l'imperi en tres parts: Lotari va heretar la Frància Mitjana o Lotaríngia i va succeir al seu pare com a Emperador d'Occident, Lluís el Germànic va heretar la Frància Oriental i Carles el Calb va rebre la Frància Occidental, que comprenia els comtats de la dita marca hispànica (la marca 'frontera' amb Hispània, que en aquell moment corresponia a Al-Andalus).
Aquesta partició acabaria configurant la base de la geografia política europea durant els pròxims segles: Sense fronteres defensables ni unitat interna, el regne mitjà acabaria sent absorbit per la Frància Occidental, que es convertí en la monarquia francesa (França), i la Frància Oriental acabà esdevenint el Sacre Imperi Romanogermànic